# Sadki (Kraj Krasnodarski)
Sadki (ros. Садки) – chutor w Rosji, w Kraju Krasnodarskim, w rejonie primorsko-achtarskim. W 2010 liczył 1004 mieszkańców.